# Assembleia Nacional Constituinte (França)
A Assembleia Nacional Constituinte (em francês:  Assemblée nationale constituante) foi proclamada menos de três meses após a abertura da Assembleia dos Estados Gerais, nas primeiras fases da Revolução Francesa. O seu objetivo foi preparar a constituição destinada a reger a França, que foi oficialmente promulgada no dia 30 de setembro de 1791. Em 26 de agosto de 1789 também foram pronunciados na assembleia os Direitos do Homem e do Cidadão, que apresentavam os novos ideais de igualdade, propriedade e liberdade.
A Assembleia teve início no dia 5 de maio de 1789 e encerrou suas sessões em 30 de setembro de 1791, com a promulgação da Constituição francesa de 1791.

## Antecedentes

### Os três Estados
Na  antiga França, a sociedade era dividida em estamentos, existindo três ordens ou estados, sendo eles: o Primeiro Estado (clero), o Segundo Estado (nobreza) e o Terceiro Estado (burgueses, camponeses, entre outros). Suas proporções numéricas são imprecisas, no entanto, estima-se que dos 23 milhões de habitantes que o reino podia conter, não havia mais de 100 mil pessoas do Primeiro Estado, composto por sacerdotes, monges e freiras; 400 mil nobres; e todo o resto fazia parte do Terceiro Estado.
O clero era um dos estados que mais possuía privilégios. Esse estado formava um corpo representado por uma Assembleia periódica, dotada de administração própria - agentes gerais do clero, câmaras diocesanas - e provido de tribunais particulares, o provisorado. O chamado Primeiro Estado não era obrigado a pagar impostos diretos ordinários, além de não depender materialmente nem do Estado e nem dos fiéis, uma vez que recebia o dízimo de todos os produtos da terra. Além disso, o clero também possuía o monopólio do ensino e da assistência e participava da censura de tudo aquilo que se imprimia legalmente.
O Segundo Estado, também conhecido como a nobreza, gozava de privilégios como o porte de espada (privilégios honoríficos), a isenção de impostos (como a talha), a isenção da obrigação da corveia nas estradas (dias de trabalho gratuito que os servos deviam ao seu senhor) e o alojamento de soldados. Porém, ainda era menos favorecido que o primeiro estamento, pois não formava um corpo e deveria pagar a capacitação e o vigésimo. No entanto, aquilo que diferenciava os nobres do Terceiro Estado é o nascimento: a verdadeira nobreza vinha do berço. Assim, era por meio do sangue que o nobre sustentava sua superioridade inaliável sobre o plebeu ignóbil, sendo o casamento desigual considerado uma mácula indelével.
Existia também uma outra nobreza que se contrapunha a essa nobreza de espada: a chamada nobreza de toga. O rei podia enobrecer alguns indivíduos - os seus servidores - os recompensando por meio de um título pessoal, que após certo tempo de exercício da função tornava-se transmissível. Essa prática surgiu por volta dos séculos XVI e XVII, em que, para obter dinheiro, o rei passou a vender funções públicas - sobretudo as judiciais, mas também as financeiras, militares, administrativas e municipais - e dessa forma, passou a enobrecer esses cargos ou offices para elevar o preço. Composta em sua maioria por burgueses, a nobreza de toga durante muito tempo foi menosprezada pelos nobres de espada. Geralmente, devido a tradição familiar, o membros da nobreza de toga sabiam administrar e aumentar seu patrimônio, diferentemente da nobreza de espada.
Quanto ao Terceiro Estado, não há especificamente uma classe de cidadãos que possa o definir. O historiador inglês Eric Hobsbawm chama de Terceiro Estado uma “entidade fictícia destinada a representar todos os que não eram nobres nem membros do clero”. O Antigo Regime, de certa forma, confundia no Terceiro Estado todos os plebeus, do mais rico dos burgueses ao mais miserável dos mendigos, ou seja, 96% da nação francesa daquela época, conforme o abade Emmanuel Joseph Sieyès. Essas três ordens compunham os Estados Gerais que eram convocados pelo Rei para se reunir em uma Assembleia quando ocorria algum problema dentro do reino, ou quando desejava ouvir a opinião desses.

### A convocação dos Estados Gerais
Os Estados Gerais não se reuniam desde de 1614, porém após problemas financeiros devido ao apoio à Independência das treze colônias americanas e também aos altos gastos do reino, sob muitos impasses entre os parlamentares sobre como e para quem deveria ser cobrado os impostos para cobrir o déficit, em 8 de agosto de 1788 o Rei concordou em convocar os Estados Gerais para discutir a respeito.
Os Estados Gerais se reuniriam em maio de 1789. O Parlamento de Paris recomendou que os Estados Gerais adotassem os mesmos procedimentos de 1614, constituindo-se em três ordens, cada uma delas dispondo do mesmo número de deputados com o clero e a nobreza sendo líderes, sendo a votação realizada por ordens. Ao passo que os componentes do Terceiro Estado defendiam o voto por cabeça e a duplicação dos seus componentes na Assembleia dos Estados Gerais.

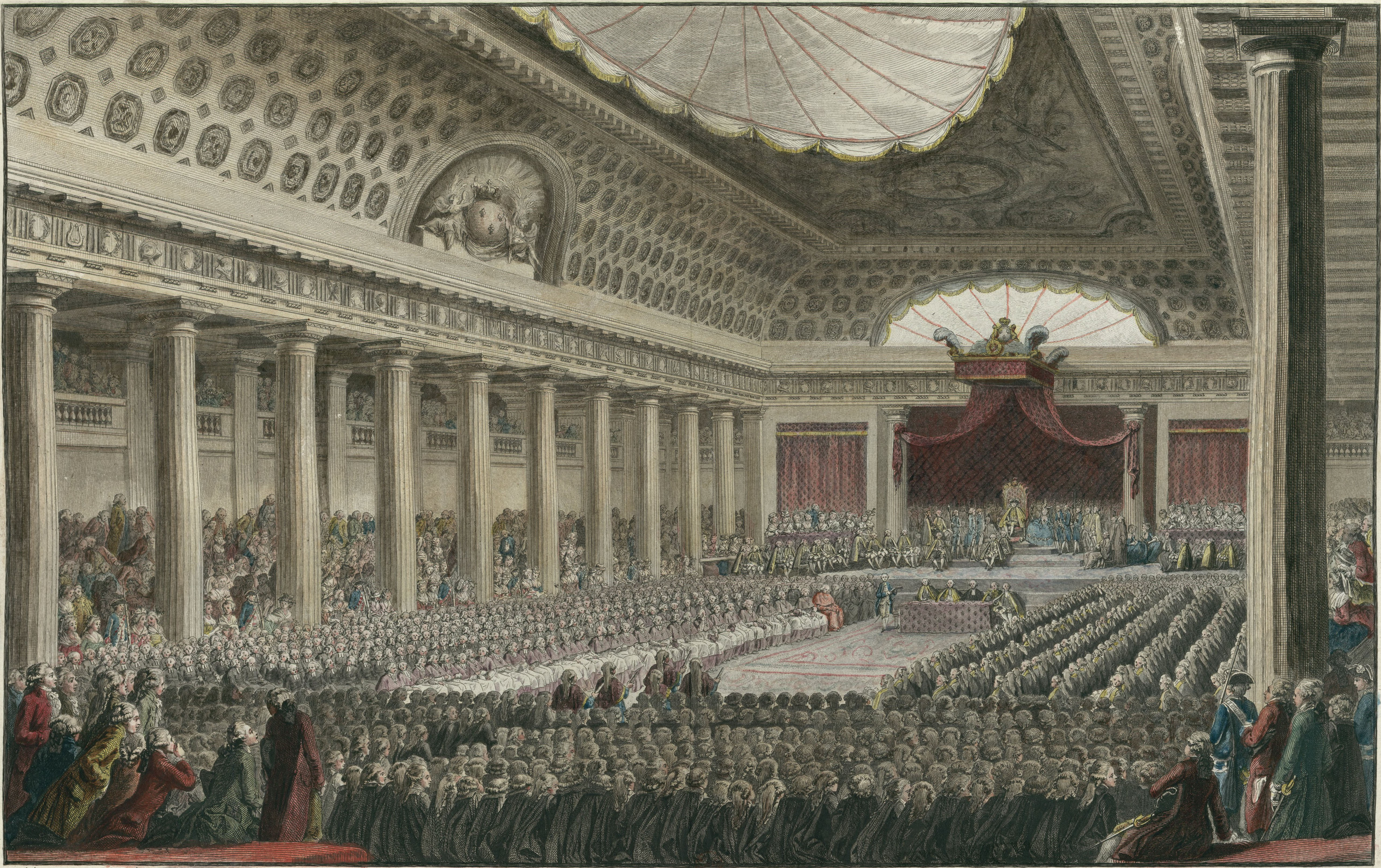
A reunião dos Estados Gerais em 5 de maio de 1789 na Salle des Menus Plaisirs no Palácio de Versalhes. Pintura de Isidore-Stanislaus Helman (1743-1806) e Charles Monnet (1732-1808) - Biblioteca Nacional da França.

Enquanto isso, muitas propagandas foram publicadas, sendo uma das mais famosas O que é o Terceiro Estado? de Emmanuel Joseph Sieyès publicada em janeiro de 1789. O lançado de Sieyès tornou-se famoso pelas fórmulas surpreendentes: O que é o Terceiro Estado? Tudo. O que é que tem sido até agora na ordem política? Nada. O que é que pede? Tornar-se alguma coisa.  No texto há reivindicações de direitos para o Terceiro Estado, argumentando que o Terceiro Estado é uma nação, e terminando com um convite para os privilegiados (clero e nobreza) se juntarem ao Terceiro Estado na Assembleia dos Estados Gerais, pois conforme Sieyès, “as ordens privilegiadas não eram, nem poderiam ser um povo à parte”. O panfleto político foi a resposta de Sieyès ao convite do ministro das Finanças, Jacques Necker, para que os escritores declarassem como eles achavam que os Estados Gerais deveriam ser organizados.
Os Estados Gerais reuniram em 4 de maio de 1789 para desfilar pelas ruas de Versalhes até à igreja Saint-Louis, iniciando em 5 de maio sua sessão de abertura. No princípio de junho, Sieyès declarou que chegara o momento de “romper as amarras”. Então, em 10 de junho, propôs que escrevessem uma intimação aos privilegiados, convocando-os a unir-se ao Terceiro Estado. Em caso de recusa, se procederia à chamada dos deputados sem distinção de ordem e os que não comparecessem seriam considerados ausentes. Sete dias após a declaração de Sieyès, o Terceiro Estado adota a denominação de Assembleia Nacional.

### Jogo da Péla

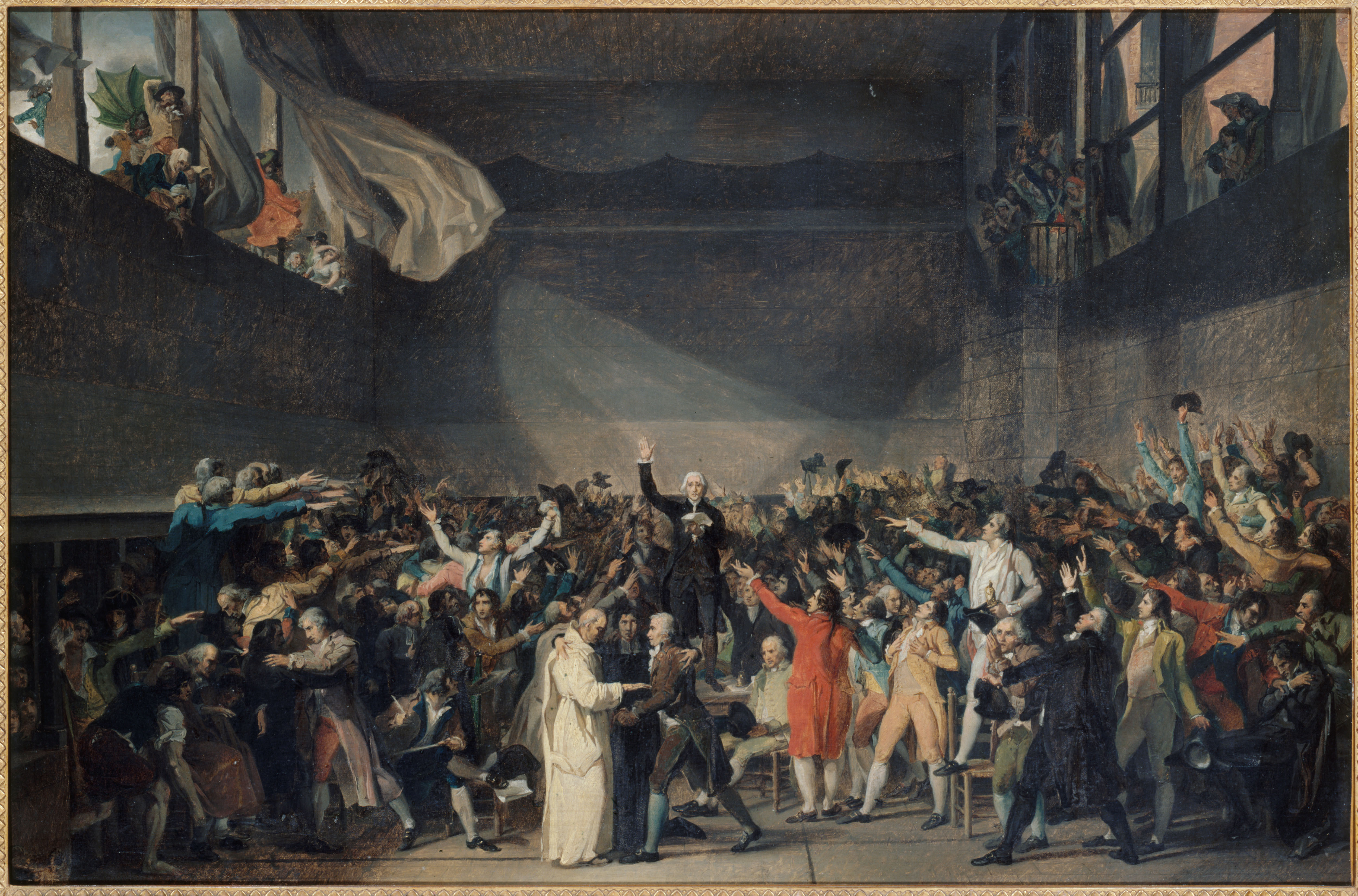
O juramento do Jogo da Péla foi um dos momentos iniciais da Revolução Francesa ocorrido em 20 de junho de 1789 pelos membros do Terceiro Estado. Pintura de Jacques Louis David, 1791, Museu Carnavalet, Paris.

Com a Assembleia Nacional proclamada, tanto a Nobreza quanto o Clero notificaram o Rei sobre suas preocupações, conforme relatado pelo filósofo e historiador francês Jules Michelet. Segundo ele, o cardeal e o arcebispo, lançando-se aos pés do Rei dizem que a religião está acabada, logo vieram os parlamentares e afirmaram que a monarquia estaria perdida se não dissolvessem os Estados. A essa altura dos acontecimentos, o clero estava dividido e alguns deles se reuniram com o Terceiro Estado para debater sobre o futuro da França.
Dessa maneira, no dia 20 de junho, o Rei - em uma tentativa frustrada - tentou impedir a reunião da Assembleia na sala dos Estados Gerais e ordenou que fosse fechada, impedindo de todas as formas o acesso do presidente da Assembleia Nacional. Vários deputados tentaram entrar na sala para iniciar a sessão à força. No entanto, foram detidos e repelidos por guardas armados. Eis que, o deputado Guillotin propõe que a sessão acontecesse na quadra do Jogo da Péla, um lugar que ele caracteriza como “triste, feio, desmobiliado e pobre”.
Ainda assim, nesse lugar pobre, os deputados reuniram-se e iniciaram a sessão. Michelet reflete sobre esse acontecimento de maneira sintetizada e emblemática: “E era preferível assim, a Assembleia foi pobre, e nesse dia representou tanto mais o povo. Permaneceu em pé durante todo o dia, mal tendo um banco de madeira… Foi como a manjedoura para a nova religião, seu estábulo de Belém”.
Então, no Jogo da Péla, os deputados juraram jamais se separarem para consolidar a nova Constituição da França.

## Assembleia Nacional Constituinte
A burguesia e o povo unidos fizeram a revolução. Apenas a união deles pode conservá-la."— Jérôme Pétion

### Verão de 1789: a Tomada da Bastilha

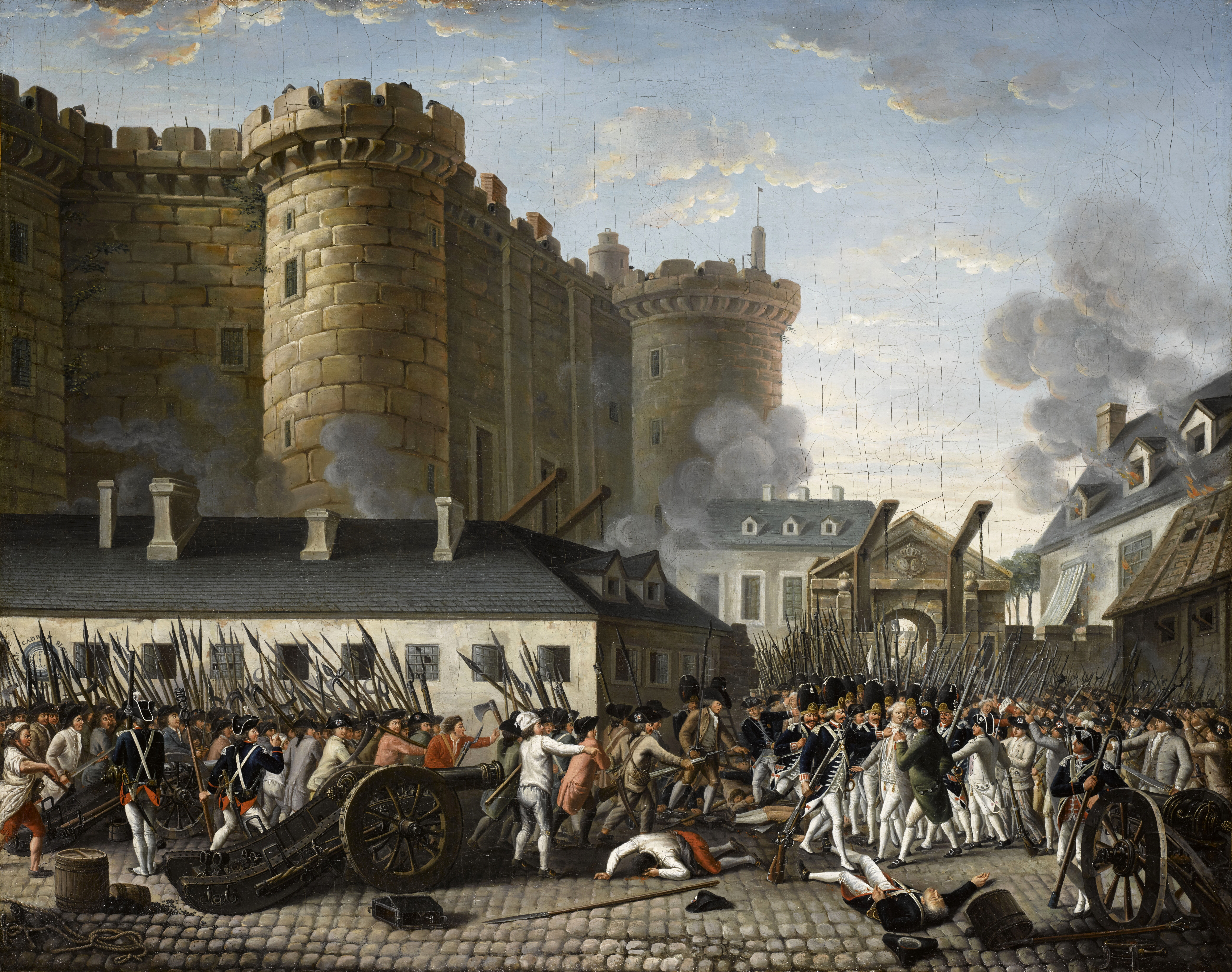
A imagem retrata a invasão da Bastilha ocorrida em 14 de julho de 1789. O evento se tornou o marco inicial da Revolução Francesa e um símbolo de luta para o movimento republicano francês. Pintura feita por um autor anônimo entre 1789 e 1791, Museu de história da França.

Durante os eventos revolucionários, a primeira intenção do povo não era tomar a Bastilha. Eles estavam interessados no armamento que lá era guardado. Porém, ao pedirem ao governador de Launay, não foram atendidos; e após acharem que os companheiros representantes haviam sido capturados, tiveram a ideia de invadir e tomar a Bastilha. 
Esse fato foi de extrema importância, pois após essa ação, o Rei com medo imaginava apenas duas possibilidades: fugir, ou se aproximar e conciliar-se com a Revolução. Sua escolha foi aproximar-se. Dirigiu-se à Assembleia no dia 15 de julho.

### Grupos políticos do parlamento
O Terceiro Estado, então a partir do dia 9 de julho se estabeleceram como Assembleia Nacional Constituinte. A Assembleia inicialmente continha cerca de 1177 deputados, sendo eles 604 representantes do Terceiro Estado, 295 do clero e 278 da nobreza. Na Assembleia havia uma pluralidade de tendências políticas que iam desde os mais contrarrevolucionários até os grupos mais radicais. Os principais grupos políticos da Assembleia na primeira fase da Revolução Francesa eram:

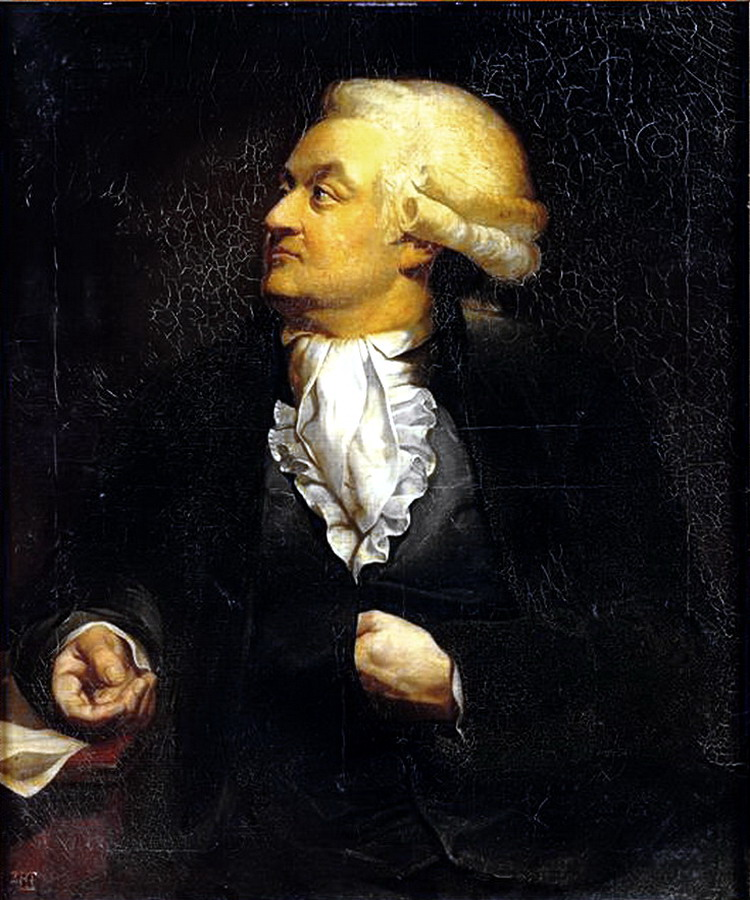
Conde de Mirabeau foi um dos grandes porta-vozes dentro da Assembleia Nacional Constituinte. Foi defensor de posições mais moderadas da revolução e de uma transição pacífica para uma monarquia constitucional. Pintura de Philippe-Auguste Jeanron, 1840, Palácio de Versalhes.

Patriotas moderados: essencialmente burguês e defensor de uma posição mais moderada da Revolução, esse grupo representava os interesses da classe média. Os patriotas moderados eram o grupo mais numeroso na Assembleia. Entre os grandes destaques desse grupo temos  Gilbert du Motier, conhecido como o marquês de La Fayette, militar francês que esteve ao lado dos revolucionários durante a Guerra de Independência dos Estados Unidos e que sonhava em ser o Washington francês, Honoré Gabriel Riqueti, o conde de Mirabeau, defensor da monarquia constitucional  e grande porta voz na Assembleia contra o estado absolutista – embora mais tarde se descobrisse que ele se vendia secretamente para a corte - e  Jean Sylvain Bailly, o primeiro prefeito republicano de Paris.
Patriotas radicais: eram a esquerda mais radical e ultrarrevolucionária, representavam os interesses da pequena burguesia e almejavam uma segunda revolução quando a primeira fosse realizada. Esse grupo teve grandes nomes que fizeram parte do chamado triunvirato formado por Antoine Barnave, Alexandre Théodore Victor,  o conde de Lameth e o advogado Adrien Duport. Os patriotas radicais chamaram a atenção ao reunir um advogado de classe média, um conselheiro da classe parlamentar e um general que uniram seus interesses em defesa das classes mais populares. Entre outras personalidades ainda isoladas na época estavam Maximilien de Robespierre e o abade Henri Grégoire, sujeitos que viriam se tornar grandes líderes na segunda fase da Revolução. 

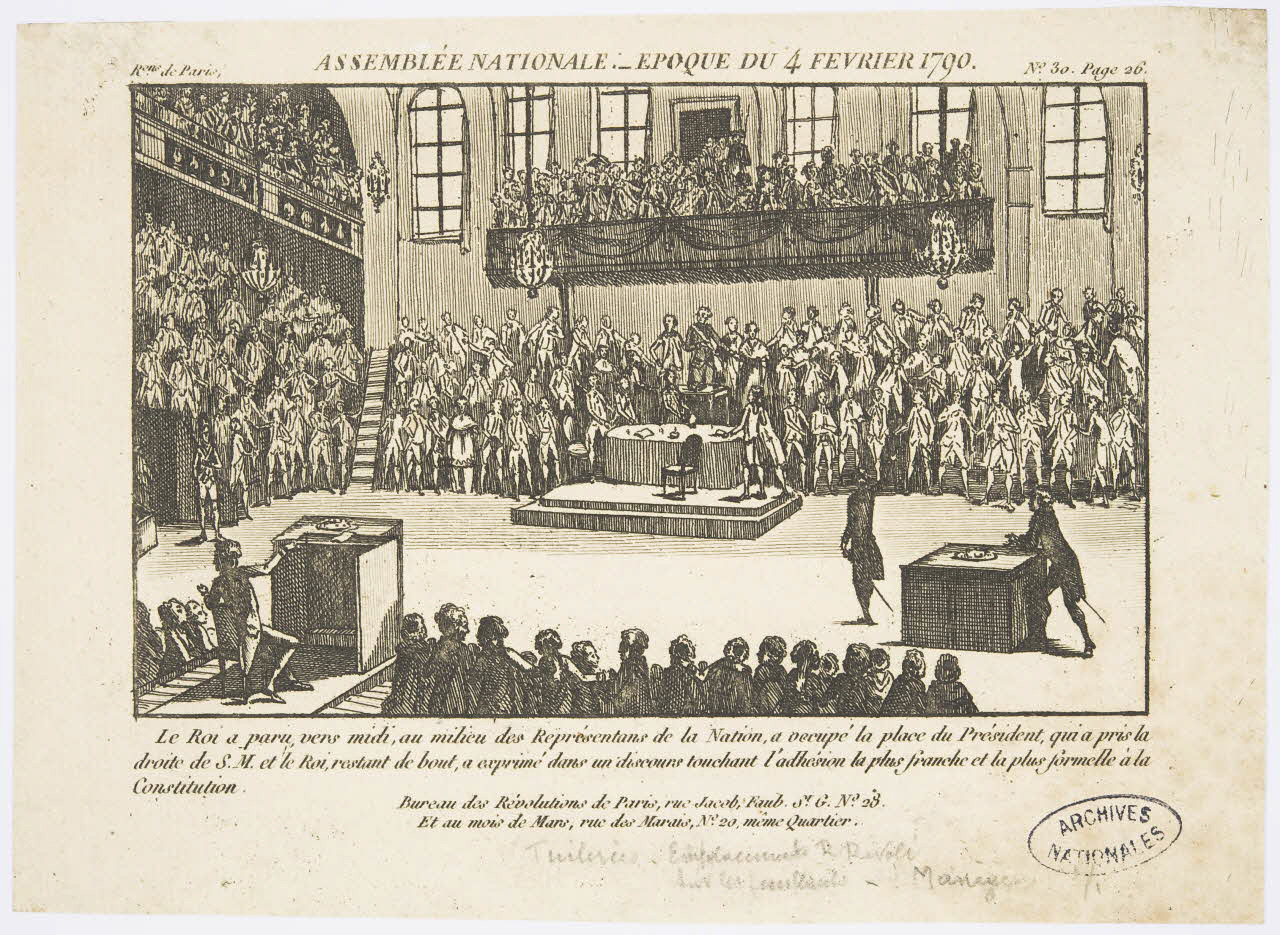
Gravura que retrata uma reunião da Assembleia Nacional Constituinte ocorrida em 4 de fevereiro de 1790.

Aristocratas: esse grupo era formado em grande parte pela nobreza e pelo alto clero. Eles defendiam os privilégios do Antigo Regime e eram contrarrevolucionários. Apesar de não serem a maioria na Assembleia, os aristocratas sempre apresentavam seus discursos contra os decretos ultrarrevolucionários e se posicionavam em oposição a qualquer discurso que ameaçasse seus privilégios. Entre seus porta-vozes estavam o conservador Jacques Antoine Marie de Cazalès e o abade Jean Sifrein Maury.
Partido monarquiano: esse grupo representava uma classe política de centro, defendendo os interesses que iam desde os privilegiados aos populares. Os monarquistas, influenciados pela política do economista suíço Jacques Necker, defendiam uma monarquia constitucional - ideia também defendida por alguns moderados, entre eles o conde Mirabeau - com uma legislatura bicameral baseada no sistema inglês, com Câmara Alta e Câmara Baixa. Esse grupo tinha entre seus grandes representantes na Assembleia: o advogado Jean Joseph Mounier, Gérard de Lally-Tollendal, o marquês de Lally-Tollendal, o visconde de Clermont-Tonnerre e Pierre-Victor Malouet, o barão de Malouet.

## Medidas tomadas

### Declaração dos Direitos do Homem e do Cidadão

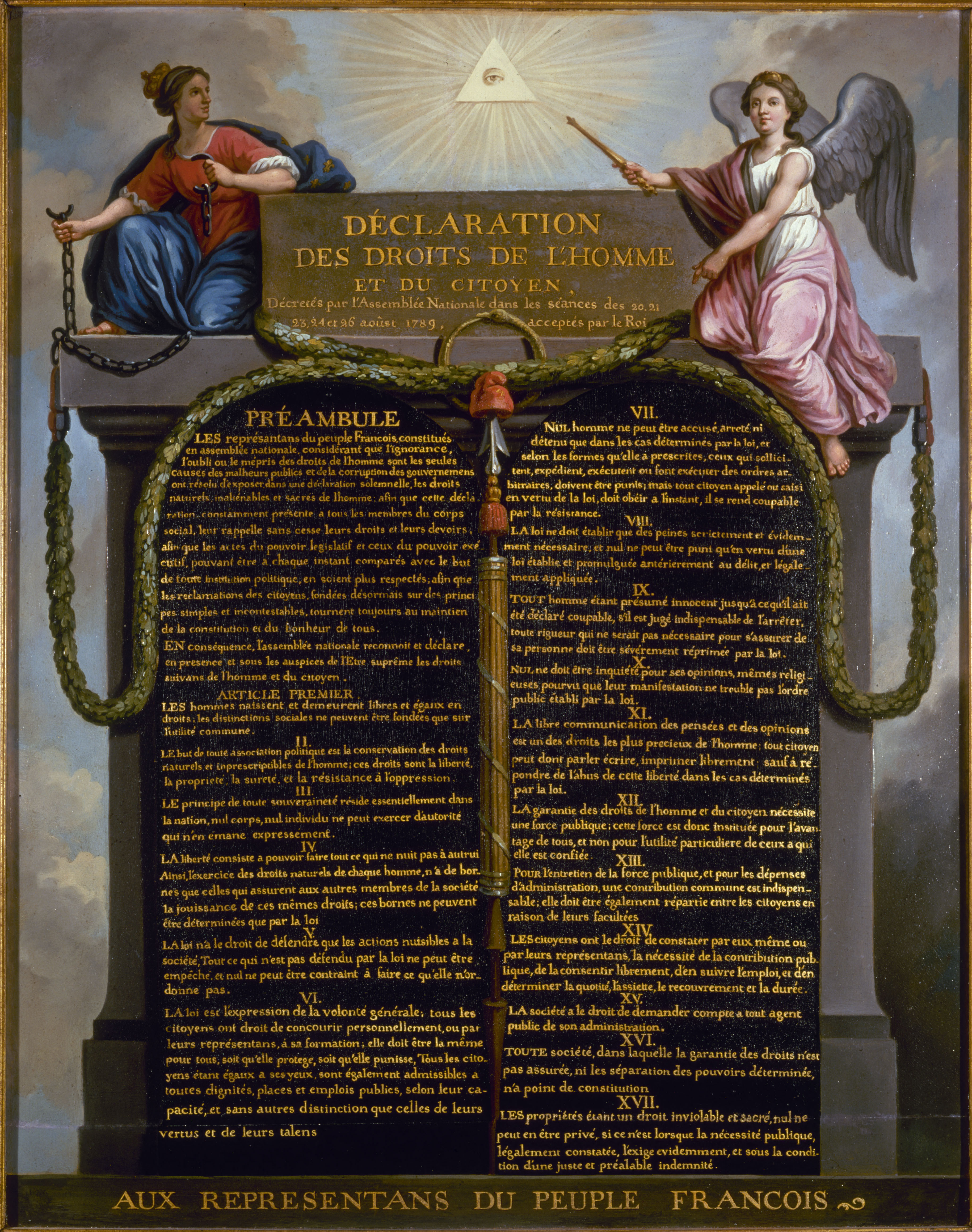
Em 27 de agosto de 1789 a Assembleia publicou a Declaração dos Direitos do Homem e do Cidadão baseada em parte na Declaração de Independência dos Estados Unidos e no estabelecimento dos princípios de liberdade, igualdade e fraternidade. Pintura de Jean-Jacques-François Le Barbier, 1789, Museu Carnavalet, Paris.

Após a Queda da Bastilha, uma onda de pânico em massa atinge os campos e se espalha rapidamente para as grandes regiões do país, o chamado "Grande Medo" (Grande Peur), ocorrido entre os meses de julho e agosto de 1789.
Ainda em agosto, a Revolução adquire seu manifesto formal: a Declaração dos Direitos do Homem e do Cidadão, que, dentre os seus 17 artigos, proclama o direito à igualdade perante a lei, à liberdade, à propriedade e o direito de resistir à opressão. Com caráter liberal e iluminista, a Declaração foi também influenciada pela doutrina dos direitos naturais, no qual os direitos dos homens são universais, válidos e exigíveis em qualquer lugar, pois assim o permitem a natureza humana. 
Após a promulgação da Declaração dos Direitos do Homem e do Cidadão, Olympe de Gouges faz uma versão da declaração para contemplar as mulheres: a Declaração dos Direitos da Mulher e da Cidadã. Olympe de Gouges destinou a Declaração a Maria Antonieta, mas não se sabe se ela foi recebida pela rainha.

### Fim dos direitos feudais
A estrutura social do feudalismo rural e o Estado francês estavam em ruínas, sendo assim, a burguesia e e aristocracia não veem outra saída a não ser acabar com os privilégios feudais. Na noite de 4 de agosto de 1789 a Assembleia Constituinte reuniu-se para as discussões sobre o que estaria previsto na Constituição, diante da insatisfação social que implodia na França naquele período, propôs-se a renúncia dos direitos e privilégios feudais dos indivíduos e das ordens e, em um completo consenso, foi abolido o feudalismo da França.
Este antigo sistema social, político e econômico não seria mais seguido, a divisão da sociedade feudal estamental: clero, nobreza e servos seria desfeita, colocando todos como indivíduos no mesmo patamar social com os mesmos direitos e deveres, entre eles o direito pela propriedade privada. Além disso, os tributos e impostos fiscais e a relação de suserania foram extintos.
Na época, a crise econômica da França gerou uma mobilização popular que instaurou pânico em todo país, devido às reações violentas em protesto, principalmente do campesinato. Invasões de castelos, queima de documentos senhoriais, saqueamentos e ataques a órgãos políticos, fizeram parte do Grande Medo, o que exigiu uma manobra dos deputados para contenção da população.
Havia o interesse da burguesia em relação à migração ao sistema capitalista, uma economia baseada mais na mão de obra e produção, mas que exigia a liberdade econômica do indivíduo, mobilidade de propriedade, suspensão de monopólios senhoriais e de pedágios. Os mais liberais aceitavam a abolição do direitos, porém com uma indenização sobre a terra. Já os pequenos senhores se recusavam a renunciar ao padrão de vida nobre e abandonar o estado social. Foi a nobreza liberal quem cedeu e durante a sessão o Visconde de Noalles se pronunciou:
" Os proprietários dos feudos, das terras senhoriais, não são senão raramente culpados dos excessos dos quais se queixam seus vassalos. Mas seus homens de negócios são, freqüentemente, sem piedade, e o infeliz cultivador, submisso à sobra bárbara das leis feudais que ainda subsistem na França, geme com a opressão da qual é vítima. Esses direitos, não podemos dissimulá-lo, são uma propriedade, e toda propriedade é sagrada. Mas são onerosos aos povos, e todo o mundo concorda que representam para eles um malestar continuo. "

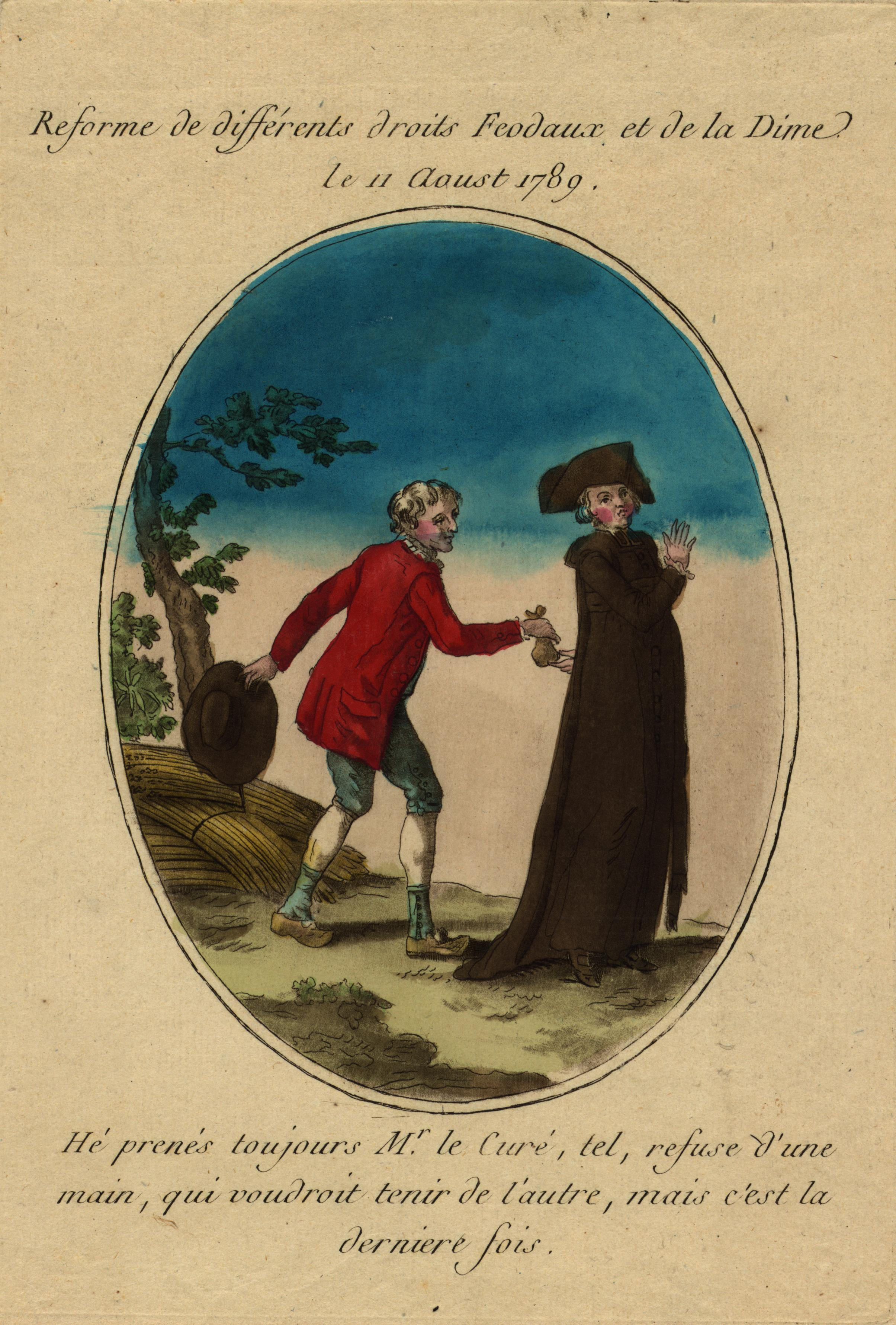
A gravura expõe a continuidade dos dízimos feudais, no qual um trabalhador rural mostra um saco de dinheiro para um membro do clero que rejeita com a mão direita, mas aceita com a mão esquerda. Na noite de 4 de agosto de 1789 esses privilégios feudais são abolidos.

Deste modo o Visconde assegurou o resgate dos direitos feudais em relação a propriedade. O duque de Aiguillon reforçou a fala de seu antecessor:
“Esses direitos, é impossível dissimula-lo, são uma propriedade, e toda propriedade é sagrada; mas eles são onerosos, todos conhecem o ônus por eles representado... Não se pode pura e simplesmente exigir (dos senhores) que renunciem aos seus direitos feudais... A equidade impede que se exija o abandono de qualquer propriedade sem estipular uma justa indenização ao proprietário que cede sua conveniência em prol do benefício público.”
Assegurados dos seus interesses, os deputados, portanto, proclamaram a abolição do feudalismo.
Entretanto, a princípio a proclamação era apenas aparente e os decretos não foram redigidos naquela noite. Datado de 5 a 11 de agosto, os decretos de agosto que definiam as decisões da abolição dos direitos feudais e outros privilégios, deixavam claro o direito pelo resgate feudal, provendo os pagamentos referentes as indenizações pela libertação da terra. Os principais aspectos do feudalismo foram extintos, todavia na parte econômica e jurídica houve apenas modificações. Para os camponeses, que continuaram as revoltas até 1793, os decretos representaram uma decepção ao endividá-los, já que a multa rescisória sobre as propriedades recaía sobre eles.

### Constituição Civil do Clero
A Constituição Civil do Clero foi a tentativa de criar uma instituição religiosa fiel à Revolução, reformando profundamente a Igreja Católica francesa. A Carta Magna foi base para a integração da Igreja no novo sistema político introduzido pela Revolução de 1789. O conjunto de decretos era composto por quatro partes dedicadas aos cargos eclesiásticos, ao pagamento dos religiosos e a outras questões práticas. As circunscrições das dioceses foram adaptadas às novas unidades estatais dos Departamentos, cada um destes correspondendo a um bispado.

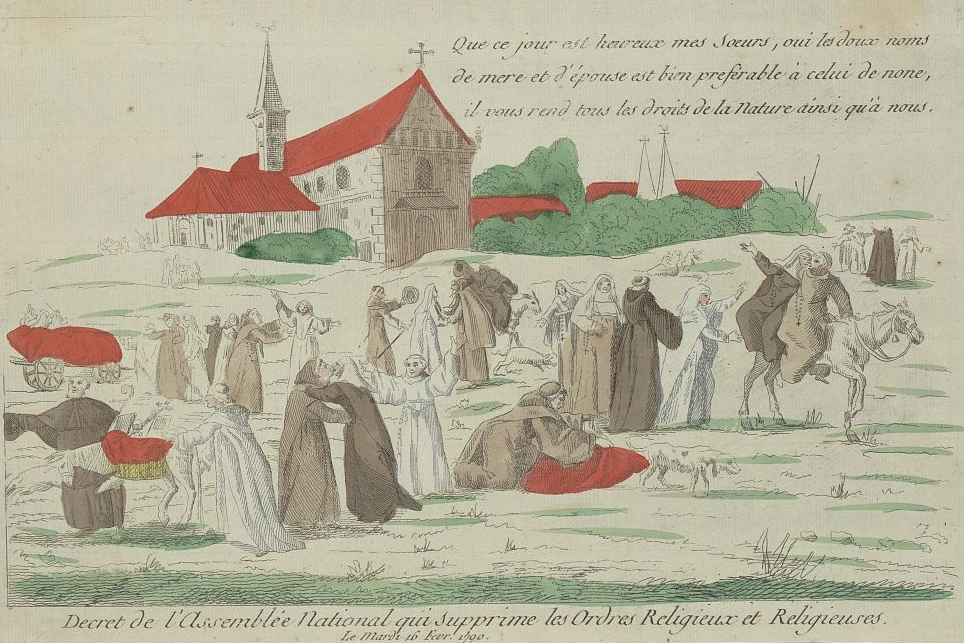
A gravura revela monges e freiras desfrutando de sua nova liberdade, algumas estão carregando pertences em cavalos e carroças, alguns se abraçam, um casal se beija enquanto outro cavalga. Uma das medidas da Assembleia Nacional foi dissolver todas as ordens monásticas.

No dia 26 de dezembro de 1790, o Rei Luis XVI aprovou a lei que transformou clérigos em funcionários públicos. Bispos e padres passaram a ser eleitos pelo povo e pagos pelo Estado. As eleições episcopais transcorriam no nível dos Departamentos, as dos padres, em nível comunal. Os capítulos eclesiásticos foram abolidos e substituídos pelos chamados conselhos episcopais. As ordens de Roma passavam pelo controle dos revolucionários, o que fez com que os laços entre a sede da Igreja Católica e França se enfraquecessem.
A Constituição causou uma fratura duradoura na França, ao aprofundar o efeito da Lei sobre a Abolição das Ordens Monásticas, de 13 de fevereiro do mesmo ano. Essa suprimira 100 mil membros do clero não ligados a uma paróquia, ou seja, os quase três quintos da classe considerados, na época, "não úteis". Os critérios de utilidade eram os sacramentos e o zelo das almas, assim como serviços à educação e às obras de caridade.
A França que, em 1789 tinha 124 bispos e 24 arcebispos, passaria a ter apenas 83 dioceses e 10 sedes metropolitanas. Os prelados restantes seriam simplesmente destituídos, e suas dioceses seriam suprimidas. Haveria, ainda, um único Pároco nas cidades com menos de 10 mil habitantes, e as paróquias rurais com menos de ¾ de légua de extensão em qualquer direção, seriam suspensas.
Desde 22 de maio de 1790 a Assembleia Constituinte debatia sobre os clérigos seculares. Em 12 de julho, a Constituição Civil do Clero foi aprovada e promulgada em 24 de agosto. O decreto de aplicação passou em novembro, e, em 26 de dezembro o Rei Luís XVI o assinou contra sua vontade. Em 4 de janeiro de 1791, os deputados do clero reunidos na Assembleia juraram a Constituição Civil; alguns deles, também contra a vontade própria; 80 bispos negaram o juramento. No mesmo ano, o Papa Pio VI declarou-se contra a Constituição Civil, considerando certos pontos do documento heréticos, sacrílegos e cismáticos. A esta altura, não mais de 55% dos padres das paróquias rurais e entre 25% e 48% das urbanas haviam prestado juramento.
A religião tinha um grande papel como promotora da ordem moral e social, mas tal não foi reconhecida pelos revolucionários, inspirados, afinal, no Iluminismo. O projeto anti-eclesiástico ganhou forma ao longo da Revolução, conforme apareciam dificuldades financeiras e de implementação do novo modelo político, quando a Igreja se apresentou como um obstáculo à autonomia do Estado francês e uma fonte de patrimônios. A supressão do dízimo ao clero e o confisco dos seus bens eram medidas do Estado revolucionário para saldar contas e compensar os heróis da Revolução.
A Constituição Civil do Clero completou a transformação da Igreja na França numa Igreja nacional, afrouxando os laços com o papa. Criava-se então, uma grande divisão entre os clérigos fiéis a Roma e os "constitucionais"; uma dicotomia com profundos reflexos sobre a população. A maior parte dos clérigos refratários tomou o partido dos contrarrevolucionários, despertando o ódio dos patriotas. Além disso, numerosos católicos que haviam apoiado o Terceiro Estado associaram-se à oposição.

## Fuga do Rei
Sobre a fuga:

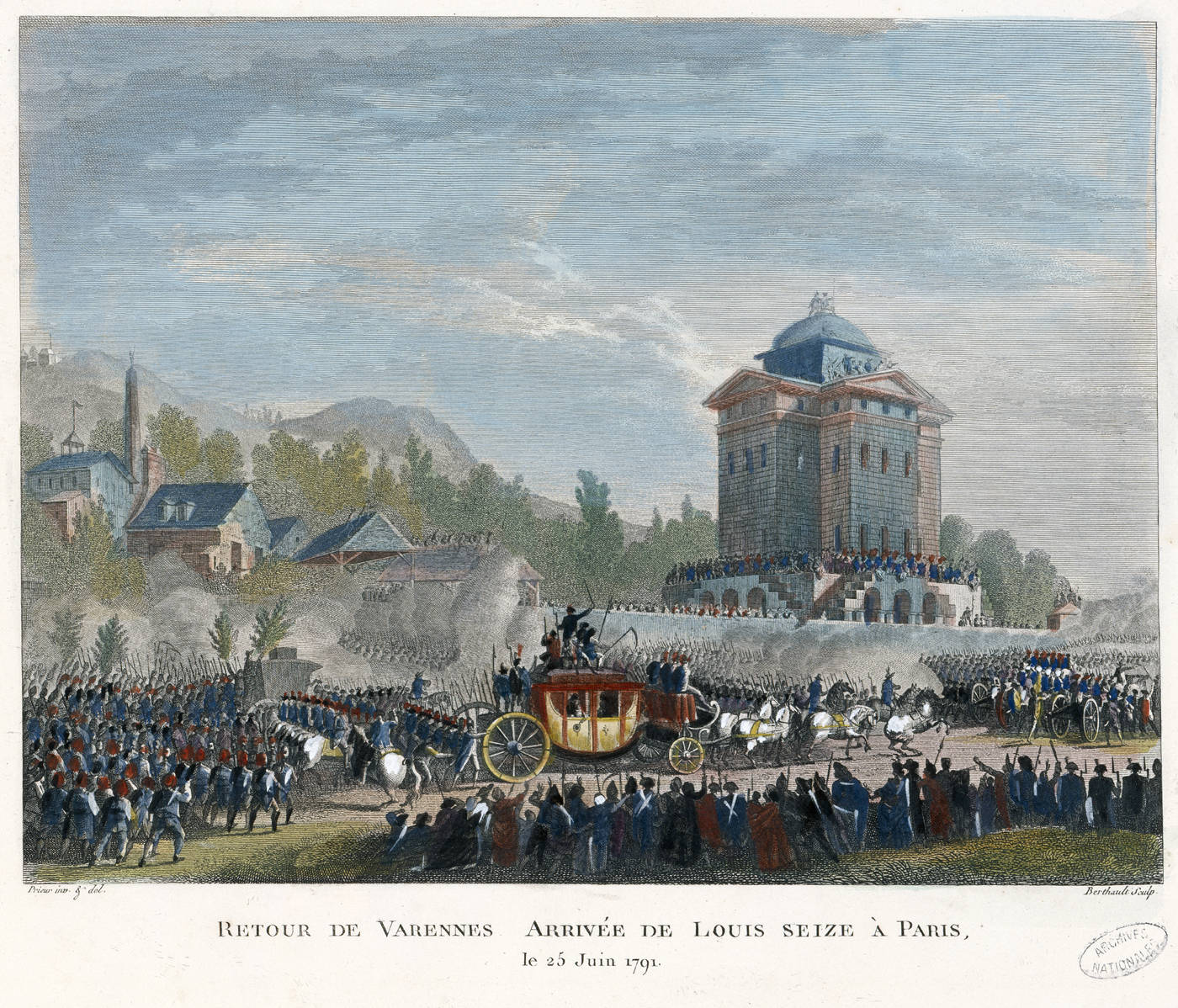
Imagem que ilustra o retorno da família real a Paris em 25 de junho de 1791. Autoria de Jean Duplessis-Bertaux, 1791.

"Brevemente as nações esclarecidas colocarão em julgamento aqueles que têm até aqui governado os seus destinos. Os reis fugirão para os desertos, para a companhia dos animais selvagens que a eles se assemelham; e a Natureza recuperará os seus direitos."

Com a Assembleia Constituinte instaurada, iniciou-se uma grande reforma liberal na França, principal objetivo da burguesia moderada. A proposta da Constituição de 1791 era de uma Monarquia Constitucional, moderada, conservadora não contemplava uma ampla democracia.
Mesmo a monarquia recebendo apoio de alguns poderosos burgueses que abandonaram os ideais revolucionários, o Rei não aceitava o novo regime que estava sendo instaurado. A corte conspirava e buscava apoio para banir e destruir a nova estrutura política ratificada pela Assembleia Constituinte. No entanto, com a Constituição Civil do Clero a maioria dos curas e fiéis abandonaram o apoio à coroa. Nesse contexto, o Rei Luís XVI tomou a desesperada decisão de fugir da França, mas foi capturado em junho de 1791 em Varennes, tornando-se prisioneiro em seu palácio.
Com a tentativa frustrada da fuga do Rei, algumas consequências decorreram na sequência da Revolução: os republicanos radicalizaram a revolução. O Rei perde o direito de suas funções à lealdade do seu povo. Além disso, aliado com uma incontrolada flutuação de preço dos alimentos, impactando diretamente aos mais pobres, agrava-se um ambiente de guerra na França. Com a repercussão da prisão do Rei, outras monarquias, temendo uma difusão da revolução em outras partes da Europa, empenham-se em restaurar o antigo regime francês e a volta do Rei ao trono.
Por fim, no dia 20 de setembro de 1792 foi proclamada a república e a monarquia abolida. Os prisioneiros políticos foram mortos, uma resistência militar contra a invasão do exterior foi montada e a guerra se instaurou no território francês.
Em 3 de dezembro do mesmo ano foi decretado que o Rei Luís XVI fosse julgado, sob acusação de conspiração contra a liberdade e de atentar contra o Estado. Em 11 de dezembro iniciou-se o julgamento, na qual Luis XVI foi responsabilizado em 35 acusações. O Rei foi proclamado culpado e em 21 de janeiro de 1793 foi executado na guilhotina.

## Dissolução da Assembleia
Depois de dois anos de atuação, a Assembleia Nacional Constituinte finalmente termina de redigir a constituição, após inúmeras correções, adições e eliminações. Jacques Guillaume Thouret, que era presidente da presente Assembleia, lê a versão final da Constituição para os deputados no dia 2 de Setembro de 1791, que foi aceita e será apresentada ao rei Luís XVI no dia seguinte.
Finalmente, na noite de 3 de setembro de 1791, uma delegação de sessenta deputados e seu presidente deixam as Tulherias para irem ao encontro do Rei em Paris, onde a Constituição fora apresentada, dependendo da aprovação do monarca. Havia uma grande expectativa por parte dos deputados e da população de que a aceitação fosse rápida e breve, mas não foi isso o que aconteceu.
Somente no dia 13 de setembro, 10 dias após a apresentação oficial da Constituição, o Rei concedeu uma resposta ao Ministro da Justiça declarando sua aceitação, e no dia 15 de setembro a constituição aceita foi levada de volta à Assembleia. Houve algumas contestações quanto à real vontade do rei de assinar a Constituição, além de terem surgido alguns conservadores contrários a essa aceitação. Para evitar qualquer tipo de protesto, a Assembleia aprovou alguns artigos proibindo indivíduos que se mostraram contrários à Constituição, de cumprirem deveres especificados pela mesma. De qualquer maneira, o objetivo da Assembleia fora concluído com essa aceitação por parte de Luís XVI.
No dia 30 de setembro de 1791, Luís XVI proclama seu discurso em público, se comprometendo com a Constituição, recebe um tributo na cidade de Paris, onde é ovacionado e assim, a Assembleia Nacional Constituinte dá por encerrada suas atividades. Thouret declara que a missão da mesma fora concluída, encerrando assim suas sessões:

"A Assembleia Constituinte anuncia que sua missão foi cumprida e que suas sessões estão agora encerradas." — Jacques Guillaume Thouret 
Com o fim da Assembleia Nacional, a Assembleia Legislativa veio como uma espécie de sucessora, apesar de não possuir um elo de continuidade, pois o corpo da Assembleia Legislativa era totalmente diferente ao da Assembleia Nacional Constituinte, devido às eleições e a impossibilidade de reeleição dos membros. 

## Constituição de 1791
Michel Vovelle:

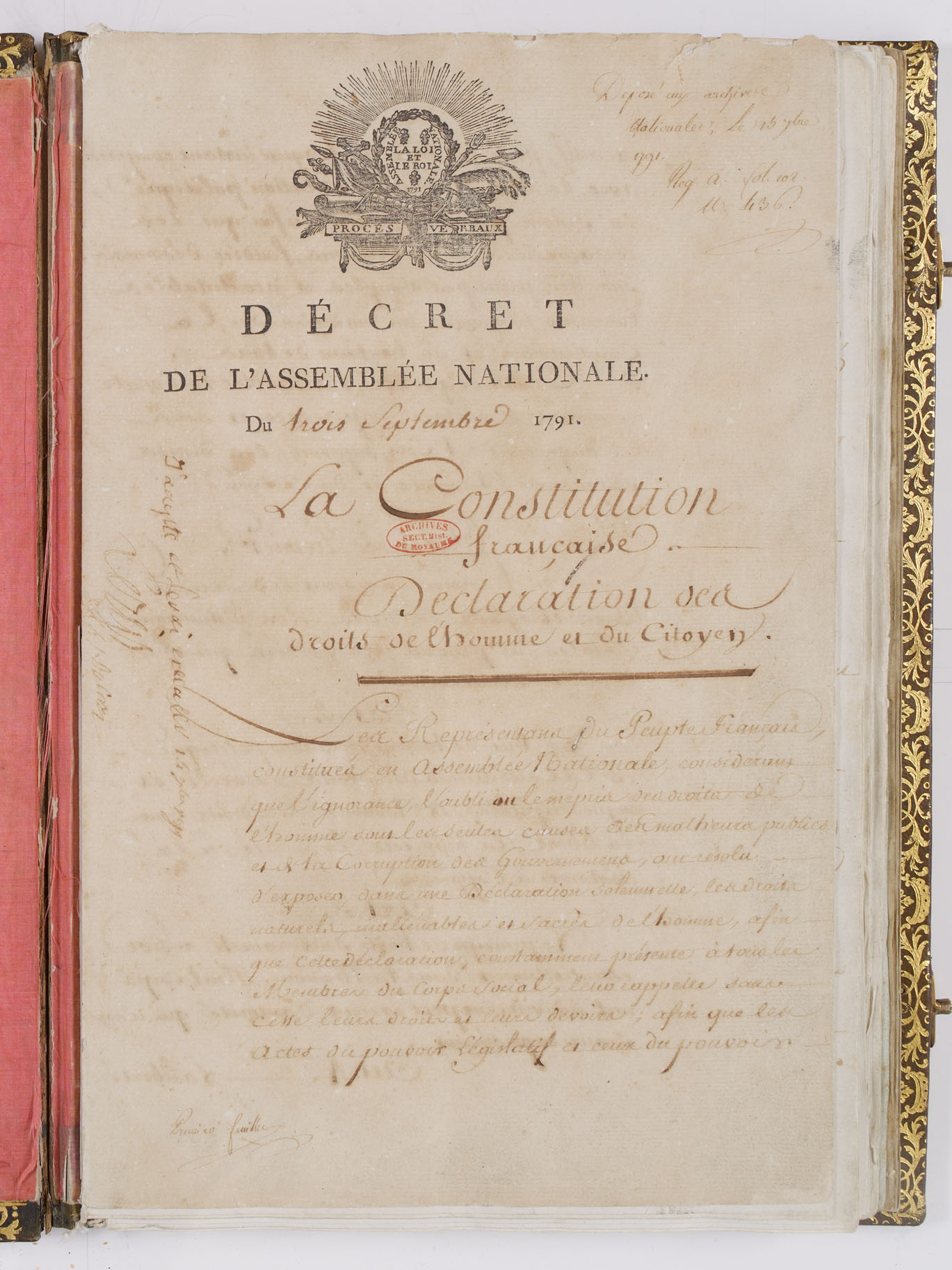
Um Comitê Constitucional de doze membros foi convocado em 14 de julho com o objetivo de redigir grande parte dos artigos da Constituição que, em 3 de setembro de 1791 é reconhecida pelo rei e se torna a primeira Constituição da França.

“Iniciando-se com a Declaração dos Direitos, prolongando-se numa reorganização profunda do sistema político, assim como das estruturas da administração, da justiça, das finanças e mesmo da religião, a Constituição de 1791 sancionada pelo rei em 13 de setembro, muito mais do que um documento circunstancial, é a expressão mais bem-acabada da revolução burguesa constituinte, em sua tentativa de monarquia constitucional."— Michel Vovelle

Entre julho de 1789 e setembro de 1791, a Assembleia constituinte se estabeleceu com a proposta de elaborar a primeira Carta Magna francesa que garantisse por lei todos os direitos e deveres pensados durante a revolução. Pode se dizer que sua conclusão foi no dia 13 de setembro, quando o rei Luís XVI reconheceu a nova constituição.

A nova constituição foi escrita em meio a disputas políticas e opiniões divergentes. As tendências políticas se tornam mais fragmentadas: aristocratas de um lado, monarquistas no centro e patriotas do outro. Essa cisão fez com que se demorasse mais para redigir as leis, que se modificaram conforme o contexto social. Porém, as pautas principais foram discutidas e acertadas, como, por exemplo, o direito de paz e de guerra, o poder de veto e o poder legislativo. 

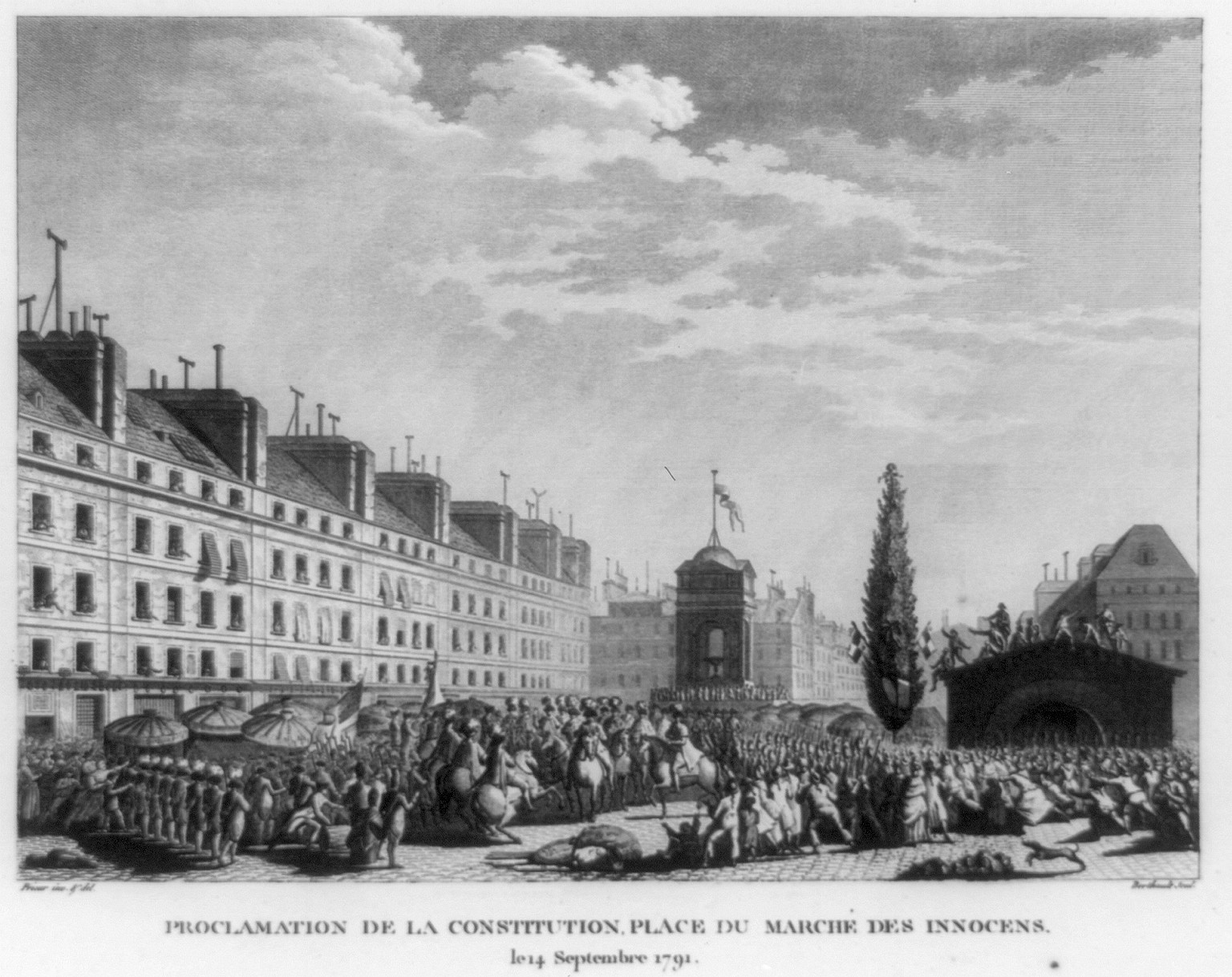
Gravura da Proclamação da Constituição de 1791 feita por Pierre Gabriel Berthault entre 1791 e 1795.

No período, a França enfrentava uma crise financeira grave e, apesar do seu caráter liberal, o objetivo era preservar os interesses econômicos da burguesia e retirar poderes do clero, através do confisco de terras da Igreja pelo Estado.  Como forma de retribuição, promulgou-se a “Constituição Civil do Clero” que remunerava os membros do clero como funcionários públicos, porém desconsiderava grande parte do poder clerical. Ao final, a Igreja acabou por se tornar oposição e ajudar o Rei na fuga em junho de 1791.
Uma Monarquia Constitucional foi instaurada, limitando os poderes de veto do Rei através de um parlamento unicameral. A Constituição se estabeleceu na preservação dos principais conceitos revolucionários: a garantia de direitos e liberdades, e a exclusão da instituições que negassem ou impedissem essas medidas, como, por exemplo, a extinção do feudalismo. Além disso, ela consolidou a divisão dos três poderes: o legislativo, administrado pela própria assembleia, e o judiciário e executivo, pelo rei e os ministros. A divisão territorial da França, a partir da Constituição, passou a ser estabelecida por departamentos ou unidades administrativas, como uma manobra de centralismo. 

## Cronologia

### 1788
- 8 de Agosto: O Rei concorda em convocar os Estados Gerais, que não se reuniam desde 1614.
- 21 de Setembro: O Parlamento de Paris recomenda que os Estados Gerais adotem os mesmos procedimentos de 1614.[26]

### 1789
- 5 de Maio: Início das atividades dos Estados Gerais em Versalhes.
- 17 de Junho: O Terceiro Estado decide intitular-se Assembleia Nacional.
- 20 de Junho: O Rei tenta impedir a reunião da Assembleia Nacional
- 11 de Julho: O Rei demite seu popular ministro, Jacques Necker.
- 14 de Julho: Queda da Bastilha.
- 4 de Agosto: Foi abolido o feudalismo da França.
- 26 de Agosto: Declaração dos Direitos do Homem e do Cidadão.
- 5-6 de Outubro: “Dias de Outubro”, quando uma multidão marcha de Paris a Versalhes para trazer a família real de volta à capital.

### 1790
- 13 de Fevereiro: Supressão das Ordens Monásticas.
- 12 de Julho: Constituição Civil do Clero.
- 14 de Julho: Festival da Federação em comemoração ao dia da Bastilha.
- 24 de Agosto: A Constituição Civil foi promulgada.
- 27 de Novembro: Decreto exige juramento de lealdade do clero.
- 26 de Dezembro: O Rei Luís XVI aprovou a lei que transformou clérigos em funcionários públicos.

### 1791
- 4 de Janeiro: Os deputados do clero reunidos na Assembleia juraram a Constituição Civil.
- 20 de Junho: O rei tenta fugir disfarçado e é capturado em Varennes.
- 2 de Setembro: A versão final da Constituição foi apresentada aos deputados da Assembleia, que a aceitaram.
- 3 de Setembro: Uma delegação de sessenta deputados e seu presidente deixam as Tulherias para irem ao encontro do Rei em Paris.
- 13 de Setembro: O Rei concedeu uma resposta ao Ministro da Justiça declarando a aceitação da Constituição.
- 15 de Setembro: A Constituição aceita foi levada à Assembleia.
- 30 de Setembro: Encerramento das atividades da Assembleia Nacional Constituinte.
- 1 de Outubro: Início das atividades da recém-eleita Assembleia Legislativa.